# Ораньян
Ораньян (кінець XIII — поч. XIV ст.) — напівміфічний засновник держав Ойо та Едо, 6-й ооні (володар) Іфе.

## Життєпис
Про нього обмаль справжніх відомостей, оскільки знання про діяльність Ораньяна насичена численними міфами та легендами. За різними з них був сином або онуком Одудуа — засновника держави Іфе. Це пов'язано з тим, що Одудуа та його син Оґун мали інтимний зв'язок з полонянкою Лаканге Анігунка. Саме ім'я Ораньян перекладається як «Дитина вирішила бути невизначеною». Власним ім'ям було Одеда.
Стосовно дат також є суттєві розбіжності: за одними вже 892 року він створив Ойо, ставши першим алаафіном (володарем). Начебто панував до 1042 року. Згадка про прямий родинний зв'язок з Одудуа можливо тоді було в часи перетворення ойо на потужну імперію для закріплень прав над підкореними містами-державами йоруба.
На думку інших дослідників, слід все ж прив'язувати до більш-менш встановленого панування Одудуа, яке відноситься до початку XII ст. Тоді Ораньян міг бути не сином або онуком, проте дійсно прямим нащадком засновника Іфе.
Вважається великим мисливцем та звитяжним вояком. Відомо, що його призначили агокуном (головою залоги) Іфе. Втім згодом можливо за Огуна або Одалуфона I Ораньяна відправлено на батьківщину матері (або він сам туди втік) — поселення Ігодомігоро. тут він згодом заснував місто Едо, що стало центром самостійної держави Іль-Ібіну, тобто Земля Неприємностей (португальці згодом цю назву спотворили на Бенін). Ораньян отримав титул оба (правителя).
В подальшому за різними відомостями 1190 або 1290 року заснував місто Ойо-Іле, де став обою. Це пов'язано з попереднім створенням Іль-Ібіну, що відбулося 1180 або 1280 року.
Під час війни за місто Іфе його також напівлегендарна дружина Моремі здалася в полон ворога, держави Угбо, одружилася із її правителем і, дізнавшись про всі таємниці їхнього війська, повернулася до Іфе. При цьому вона була змушена пожертвувати сином Олуорогбо, оскільки користалася допомогою надприродних сил.
На нетривалий час зумів повернутися до Іфе, де повалив ооні Одалуфона II. Проте Ораньян не зміг тут закріпитися надовго, відступивши до Ойо. Прийняв титул алаафіна (господар палацу) та почав військові кампанії проти держав народу баріба в Боргу.
Після смерті Ораньяна в Іль-Ібіну став правити син Евека I, в Ойо — Аджака.

## Опа Ораньян
Сам або його нащадки встановили пам'ятну стелу, відому як Посох Ораньяна (Опа Ораньян), на місці, де загинув Одудуа або сам Ораньян. Цей обеліск має висоту 5,5 м і коло його основи близько 1,2 м. Під час шторму в 1884 році близько 1,2 м відламано від його вершини. В даний час він стоїть у священному гаю в Мопі (Іфе). Радіовуглецеві дослідження показали, що ця стела споруджена в так званий класичний період Іфе.